# Michio Kaku
Michio Kaku (加來 道雄 Kaku Michio?,  San José, 24 de enero de 1947) es un físico teórico estadounidense de origen japonés, especialista destacado de la teoría de campo de cuerdas, una rama de la teoría de cuerdas. Además, es futurólogo, divulgador científico, anfitrión de dos programas de radio, aparece frecuentemente en programas televisivos sobre física y ciencia en general y es autor de varios best-sellers.

## Datos biográficos
Dos pasiones me han motivado durante toda mi vida: el deseo de comprender las leyes físicas del universo dentro de una única teoría coherente, y el deseo de ver el futuro. Finalmente me di cuenta que ambas pasiones eran en realidad complementarias.
Michio Kaku

De padres japoneses, en su hogar fue educado en las enseñanzas del budismo, mientras que en la escuela recibió enseñanza cristiana. El propio Kaku lo ha señalado como un factor de interés a la hora de entender sus opiniones: en el budismo, el universo no tiene ni principio ni fin, mientras que en el cristianismo el universo es lineal, y tiene un principio y un fin. En sus teorías trata de buscar la síntesis de ambas antinomias.
Estudió en la Cubberly High School, donde formó parte del equipo de ajedrez en Palo Alto durante los primeros años de la década de 1960. En la feria nacional de ciencias en Albuquerque, Nuevo México, Michio llamó la atención del físico Edward Teller, quien tomó a Kaku como su protegido, y lo premió con la beca Hertz Engineering Scholarship.

Para mi proyecto de ciencias en el instituto monté un colisionador de un transformador. Durante las navidades bobiné 35 km de cable de cobre en el campo de fútbol del instituto. Finalmente construí un betatrón de 2,5 millones de electrones-voltio que consumía 6 kW (toda la potencia eléctrica de mi casa) y generaba un campo magnético 20 000 veces mayor que el campo magnético de la Tierra. El objetivo era generar un haz de rayos gamma suficientemente potente para crear antimateria.
Michio Kaku

Apadrinado por Edward Teller, Kaku se formó en la Universidad de Harvard, donde recibió un reconocimiento Bachelor of Science en 1968, y fue el mejor alumno en física. Después, asistió al Lawrence Berkeley National Laboratory, en la Universidad de California, Berkeley, donde recibió el doctorado en física en 1972. En 1973, trabajó como lectureship en la Universidad de Princeton.
Durante la guerra de Vietnam, Kaku completó su entrenamiento básico del Ejército estadounidense en Fort Benning, Georgia, y completó su entrenamiento de infantería avanzada en Fort Lewis, en Washington. Sin embargo, la guerra de Vietnam había finalizado antes de que fuese enviado como parte de la infantería.
Desde hace casi treinta años ocupa la cátedra Henry Semat de física teórica en el City College of New York, y es uno de los divulgadores científicos más conocidos del mundo; presenta dos programas de radio, y participa en programas de televisión y documentales, siendo presentador para la serie Time de la BBC (2005). Es autor además de decenas de artículos y de varios libros, algunos de ellos traducidos al castellano: La energía nuclear (1986), Visiones (1998), Hiperespacio (2001), El universo de Einstein (2005), Universos paralelos (2008), La física de lo imposible (2009), La física del futuro (2011) y El futuro de nuestra mente (2014).

## Futurología
Kaku estima que para el año 2100, el ser humano será capaz de manipular objetos con el poder de la mente, controlar los ordenadores a través de diminutos sensores cerebrales, se crearán cuerpos perfectos y se alargará el tiempo de vida. Considera además que los cambios tecnológicos dirigen a la creación de una civilización planetaria, la llamada civilización tipo I.
Para predicciones no materializadas como las relativas a la era de la información como la oficina sin papeles, la ciudad sin gente, los ciberturistas o el teléfono con imagen; Kaku considera que la gente ha rechazado esos adelantos debido a lo que conoce como Principio del hombre de las cavernas manifestando que al producirse un conflicto entre la tecnología moderna y los deseos de los primitivos antepasados, estos últimos siempre ganan. Del mismo desprende el corolario siguiente: "para predecir las interacciones sociales de los humanos en el futuro, basta con que nos imaginemos cuáles eran nuestras interacciones sociales hace 100 000 años y las multipliquemos por mil millones".

## Obra
- Nuclear Power: Both Sides (con Jennifer Trainer) (1982)
- Beyond Einstein: Superstrings and the Quest for the Final Theory (con Jennifer Trainer Thompson) (1987)
- To Win a Nuclear War: The Pentagon's Secret War Plans (con Daniel Axelrod) (1987)
- Quantum Field Theory: A Modern Introduction (1993)
- Hyperspace: A Scientific Odyssey Throught Parallel Universes, Time Warps, and the Tenth Dimension (1994)
- Visions: How Science Will Revolutionize the 21st Century (1998)
- Introduction to Superstrings and M-Theory (1999)
- Strings, Conformal Fields, and M-Theory (1999)
- Einstein's Cosmos: How Albert Einstein's Vision Transformed Our Understanding of Space and Time (2004)
- Parallel Worlds: The Science of Alternative Universes and Our Future in the Cosmos (2004)
- M-Theory: The Mother of All Superstrings (2008)
- Physics of the Impossible (2008)
- Physics of the Future: How Science will Shape Human Destiny and our Daily Lives by the Year 2100 (2011)
- The Future of the Mind (2014)
- The Future of Humanity: Terraforming Mars, Interstellar Travel, Immortality, and Our Destiny Beyond Earth (2018)
- The God Equation: The Quest for a Theory of Everything (2021)

## Michio Kaku en la cultura popular
- Kaku aparece en algunos de los vídeos musicales que componen la obra Symphony of Science de John Boswell: «Our place in the Cosmos»,[4] «The Quantum World»[5] «The Secret of the Stars»[6] y «Monsters of the Cosmos».[7]